# 4280 Simonenko
4280 Simonenko је астероид главног астероидног појаса чија средња удаљеност од Сунца износи 2,376 астрономских јединица (АЈ).
Апсолутна магнитуда астероида је 13,2.